# Historia de los judíos en Turquía

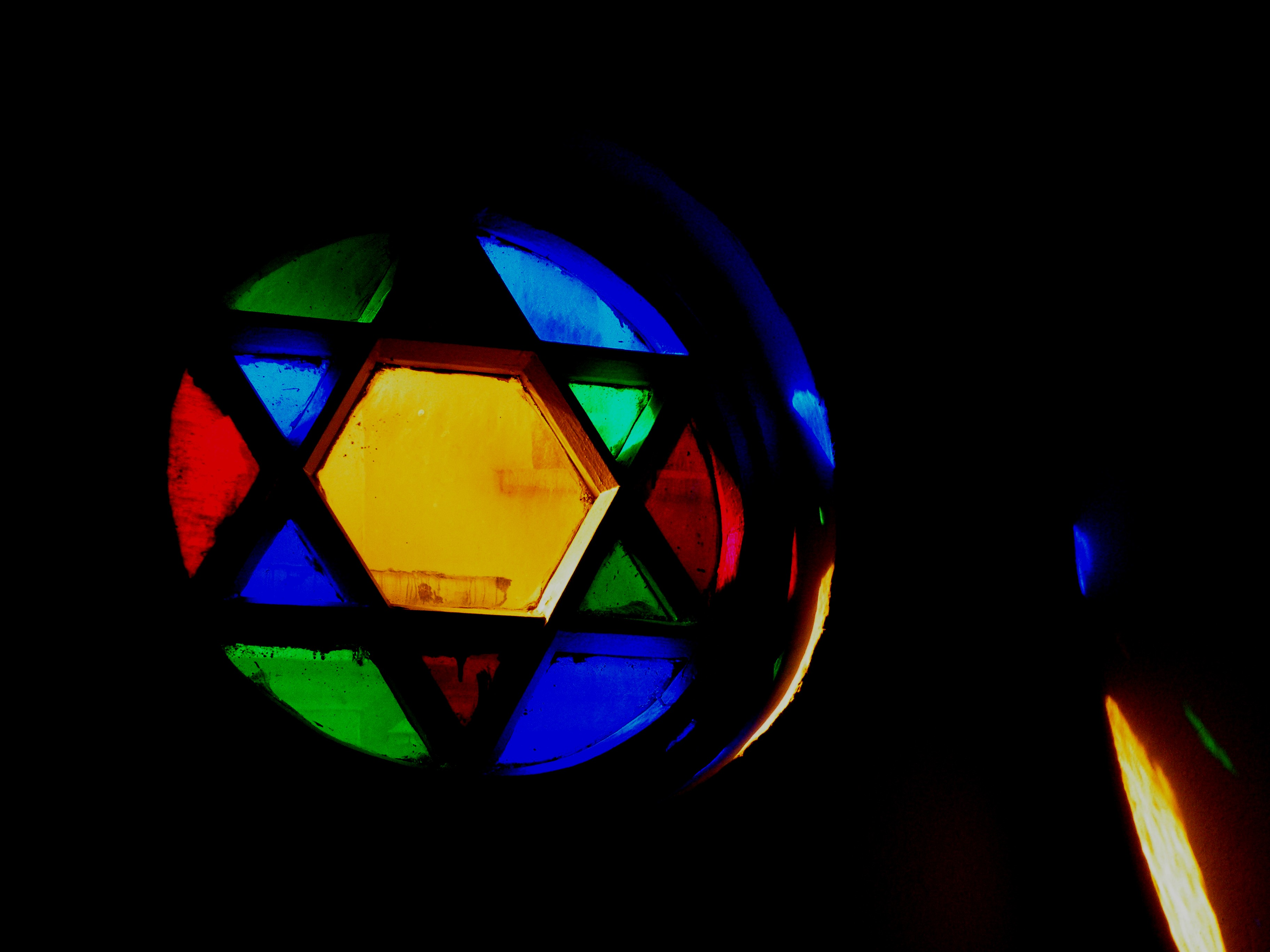
Vitral de la Estrella de David en el muro oeste de la sinagoga Schneider de Estambul, antiguo taller de sastrería, transformado en galería de arte en 2001,

La historia de los judíos en Turquía o, más precisamente, en el actual territorio turco, se remonta a la Edad Antigua. Recientemente, en 2016 se censaron 15.500 judíos en Turquía,  aunque la población judía ha descendido notablemente desde entonces.  La historia de los judíos en Turquía es un capítulo de la historia de los judíos en Europa.

## Historia

Trajes de judíos de Bursa (Valiato de Hüdavendigâr), 1873

Las comunidades judías habitan el territorio de la actual Turquía desde el siglo IV a C.  Se les llamaba mizrajíes o mizrahim, es decir " orientales ", o romaniotes, en referencia al Imperio romano desde donde vivieron en la antigüedad clásica y durante el período bizantino. No muy lejos de Esmirna, en Lidia, se encuentran las ruinas de la sinagoga de Sardes, una de las más importantes de la Antigüedad. 
Los judíos de Anatolia y de Al-Ándalus jugaron un papel importante en la transmisión del conocimiento antiguo. Así, el emperador Romano I (870-948) envió bibliotecas y traductores a Hasday ibn Shaprut, ministro del califa de Córdoba, Abderramán III, desde donde se difundiría este conocimiento, a través de eruditos como Silvestre II, al Occidente cristiano. La mayoría de estos traductores (en árabe tourdjoumân o turǧumān  ( ترجمان, que dio en francés “ truchement »  y está en el origen del apellido Tordjman ) eran judíos, con apellidos como Calonymos, Chryssologos, Margolis, Mellinis, Siffrès…  . Un viajero francés del siglo XVI señalaba que todos los judíos hablan habitualmente cuatro o cinco lenguas y, algunos de ellos, hasta doce idiomas diferentes. 

En el siglo XVI, las comunidades judías del Imperio otomano se extendieron por todo el Mediterráneo occidental.

Se calcula que en el siglo XIV la población judía de Constantinopla representaba el 10 % de sus habitantes. En 1453 la ciudad fue conquistada por el Imperio otomano, que la convirtió en su capital. En el siglo XVI, y hasta el siglo XIX, muchos judíos se refugiaron en el Imperio otomano tras la expulsión de los judíos de España. De los 120.000 judíos que abandonaron España, se calcula que cerca de 90.000 se instalaron en ciudades del Imperio otomano bajo el sultán Bayezid II.  Fueron los sefardíes, es decir españoles, quienes fueron asimilando paulatinamente a los romaniotes (que pasaron así del Talmud de Jerusalén al Talmud de Babilonia). En el siglo XV también llegaron poblaciones asquenazíes, es decir alemanes o judíos de Occidente, entre ellas el rabino Yitzhak Safarti (o Isaac Zarfati, apellido que significa “ francés »  ) que fue rabino mayor de Edirne.

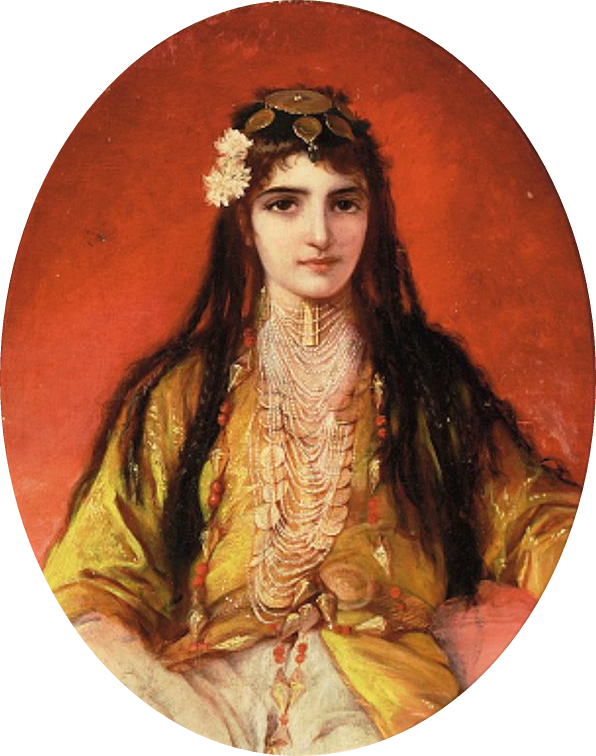
Zarina, mujer judía de Esmirna (antes de 1881)

Antigua ubicación de las comunidades judías en Anatolia

Los pogromos cosacos en las márgenes occidentales del Imperio ruso también provocaron oleadas de inmigración asquenazí al Imperio otomano, particularmente a Salónica y Estambul. Shabtai Tzvi fue considerado por sus seguidores, los dönmeh, como el mesías, aunque finalmente se convirtieron al Islam. 
En el siglo XVI, José Nasí fue el primer gobernador judío en Turquía como señor de Tiberíades. En esta época, el viajero francés Pierre Belon observó que los judíos debían llevar un turbante amarillo, mientras que el de los turcos era blanco..
La familia Camondo, inicialmente expulsada de España por la Inquisición, participó activamente en la modernización del sistema bancario turco.  Su patriarca fue Abraham Salomon Camondo, nacido en Constantinopla y cuya tumba se encuentra en el cementerio judío de Hasköy. 

### Estambul

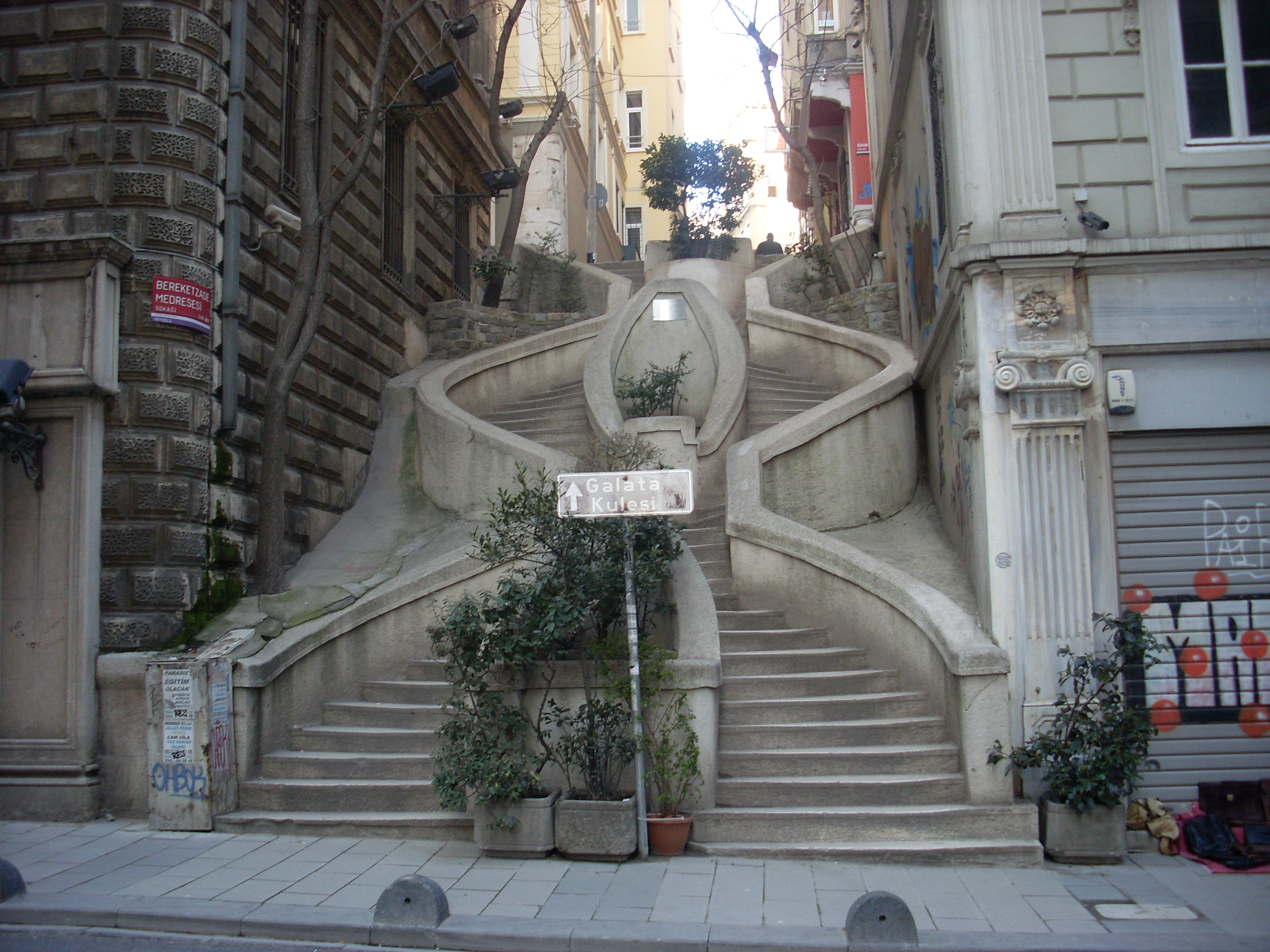
Escaleras Camondo en Estambul

En la antigua capital de Turquía, la historia de los judíos se construye esencialmente en los distritos de Gálata y Hasköy. No muy lejos de las “ Escaleras Camondo », de estilo art-nouveau (situadas en Bankalar caddesi de Karaköy), está la sinagoga asquenazí Schneider, que dejó de funcionar en 1964, antiguo taller de sastrería cuya transformación en galería de arte en 2001 fue financiada por la comunidad asquenazí.  La sinagoga Neve Shalom fue fundada en 1951 y, aunque ha sido objeto de varios ataques, hoy permanece en funcionamiento parcial. Solo la sinagoga asquenazí atiende a una minoría de judíos de origen asquenazí.  También en Estambul se encuentra el actual Museo Judío, inaugurado en 2001.

### Jajam Bashi

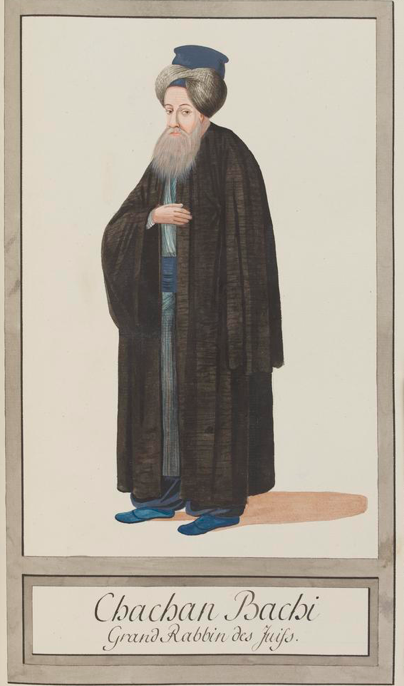
Haham başı, rabino principal de Estambul (c. 1790)

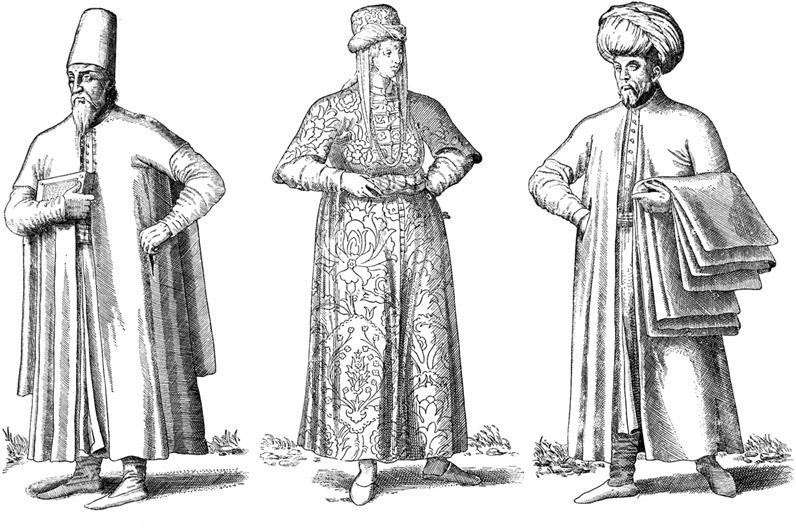
Judíos turcos, c. 1900

Existió en Constantinopla una figura denominada Jajam Bashi, en turco otomano خاخام باشی : Hahambaşı, en hebreo: חכם באשי‎, Jajam ("sabio" en hebreo) y باش baş ("cabeza" en turco ) que era el líder religioso de todos los judíos del Imperio, y además de cada comunidad importante (geográfica). o tradicionales, como los judíos mizrajíes de Egipto e Irak, los romaniotas o los sefardíes tenían su particular Jajam Bashi . Una excepción notable fue la poderosa comunidad judía de Salónica, cuyo liderazgo general fue confiado a un grupo de rabinos elegidos por las múltiples comunidades. Sin embargo, esta institución fue abolida a finales del siglo XIX y las comunidades de Salónica entraron en el marco clásico del Jajam Bashi. En 1889, Makhlouf Eldaoudi se convierte en Jajam Bashi (líder religioso de las comunidades sefardíes).

### Posicionamiento

Panadero posando frente a su « panadería americana » mostrado en armenio, ladino (en caracteres hebreos), inglés, turco, griego y ruso, en Ortaköy, Estambul (1922)

Durante el siglo XX, algunos judíos turcos como Emmanuel Carasso se unieron al movimiento de los Jóvenes Turcos, pero muchos otros, temiendo las tensiones nacionalistas y notando el posterior aumento del antisemitismo, prefirieron emigrar y establecerse en Francia, donde se establecieron principalmente en París.

## Segunda Guerra Mundial
Durante la Segunda Guerra Mundial, Turquía fue neutral. Se negó a entregar a la Alemania nazi a los judíos que habían encontrado refugio en su territorio,  pero también tuvo que afrontar presiones del Reino Unido para impedir que los judíos fueran a la tierra de Israel, donde los británicos buscaban apaciguar a los árabes de la Palestina bajo mandato británico.
El 16 de diciembre de 1941, el Struma, un barco con bandera panameña, fletado por una compañía griega y cargado con más de 750 refugiados que huían de Rumania y Bulgaria, llegó a Büyükdere, cerca de Estambul, donde sólo una mujer estaba a punto de dar a luz. Se permitió desembarcar a ocho pasajeros que ya tenían visas británicas para Palestina y a 28 niños. Los demás, considerados por el consulado británico como “ ciudadanos de países enemigos », se les niega la visa.  El barco ya no tiene calefacción ni agua corriente y está en cuarentena. Las asociaciones judías de la ciudad abastecen a los pasajeros. El 23 de febrero de 1942 la marina turca remolcó el Struma (cuyos ocupantes habían saboteado la máquina para impedir su salida) en el Mar Negro a dos km de la costa turca donde el submarino soviético SC 213 lo torpedeó al día siguiente.  Ante la falta de rescate, la tripulación y todos los pasajeros excepto uno se ahogaron. 

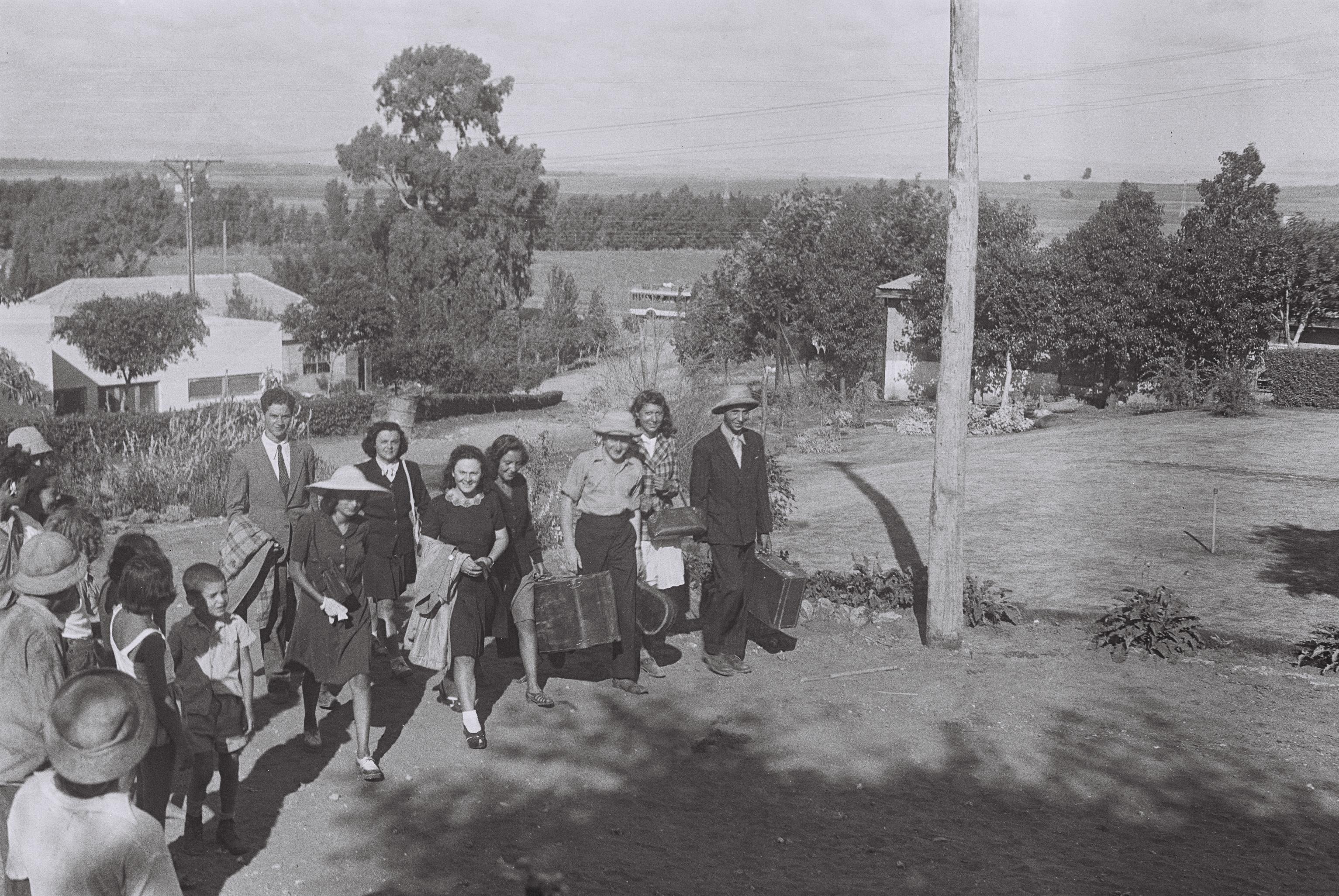
Grupo de nuevos inmigrantes de Turquía, llegando al kibutz Maabará, 1943

## Desde 1945

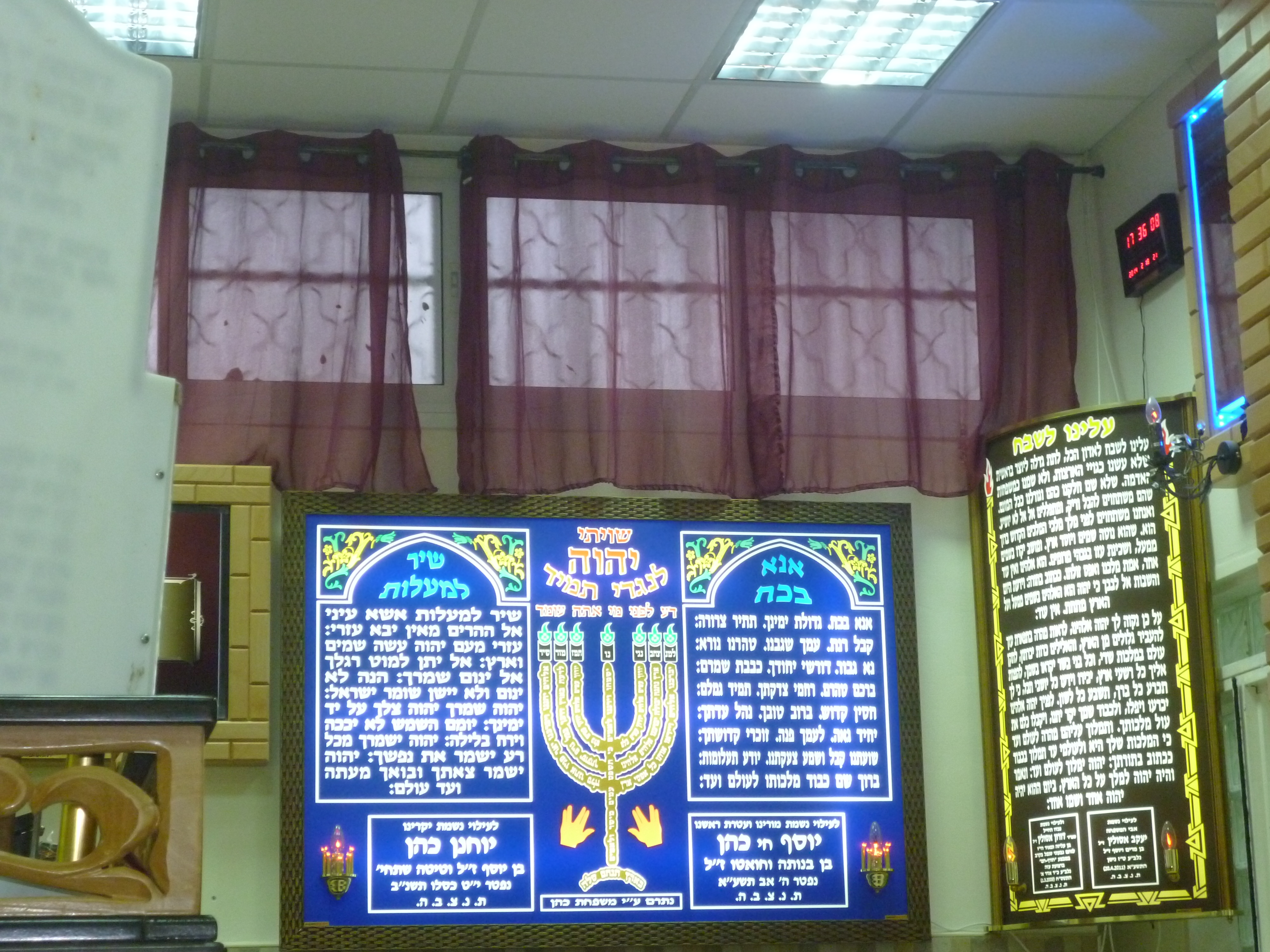
Sinagoga de los emigrantes turcos en Beersheba (Israel).

En 1948-1949, entre 30 000 y 40.000 judíos turcos emigraron al recién formado Estado de Israel. La mayoría de ellos procedían de los campos de Askale.
En 1951 se construyó la sinagoga Neve Şalom en Estambul. Fue víctima de atentados en 1986, 1997 y 2003, pero todavía se celebran allí ceremonias. 

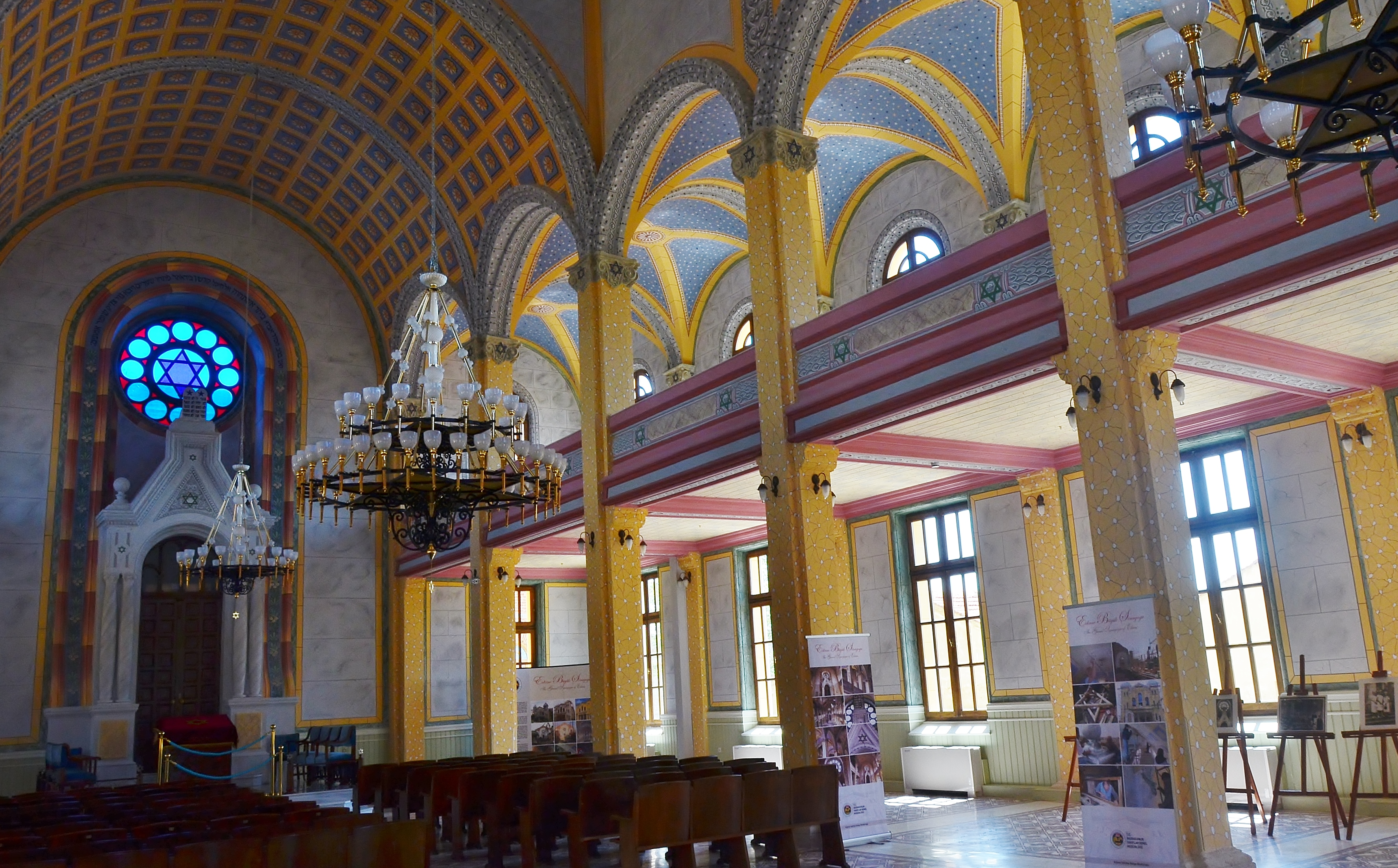
Gran Sinagoga de Edirne (Turquía)

En 2015, la Gran Sinagoga (en inglés) de Edirne, también conocida como Sinagoga de Adrianópolis (en hebreo : Kal Kadosh ha-Gadol, en turco : Sinagoga Edirne Büyük ) de estilo neomorisco, fue restaurada por las autoridades y abierta a la oración. Hoy en día, todavía hay una veintena de sinagogas en funcionamiento, pero muchos lugares de culto están abandonados  Según las estadísticas israelíes, desde los años 1980 alrededor de un centenar de inmigrantes abandonan Turquía hacia Israel cada año. Según otros informes, casi 10.000 turcos judíos han abandonado el país desde que el AKP, el partido de Erdogan llegó al poder en 2002, por temor al ascenso del islamismo extremo. 

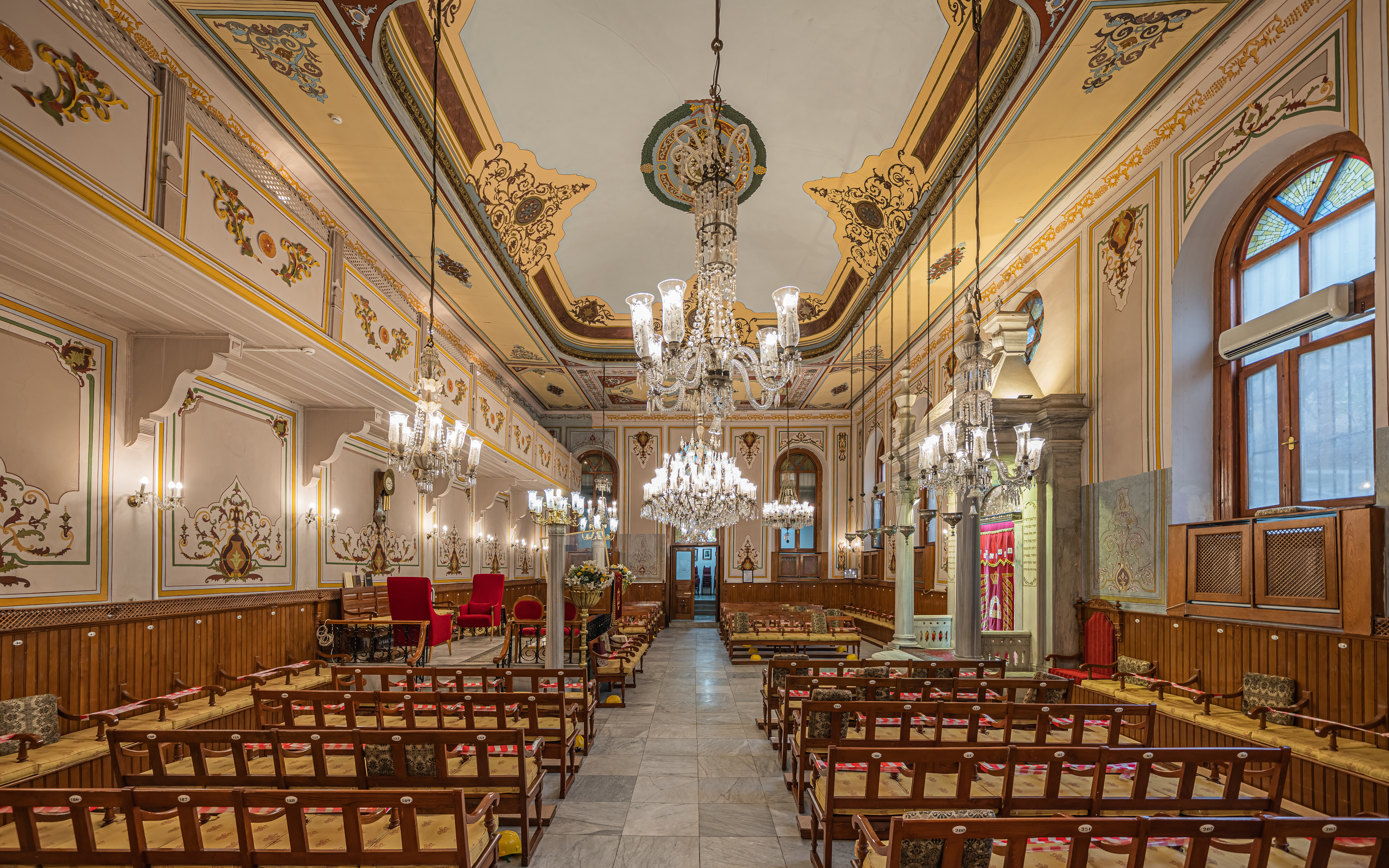
Sinagoga Hemdat en Estambul

Según un estudio del Instituto de investigaciones de medios de comunicación en el Oriente Medio (MEMRI) publicado en 2015, las publicaciones antisemitas provienen principalmente de grupos islamistas y pro-AKP. 
Los sefardíes representan hoy a la mayoría de los judíos en Turquía.  Desde 2014 o 2015, los descendientes de judíos expulsados de España o Portugal pueden solicitar la nacionalidad en estos países. Muchos judíos turcos hacen esta petición ante la violencia y las amenazas de las autoridades turcas..

## Personalidades contemporáneas
- Darío Moreno, cantante, músico y actor.
- Esther Benbassa, académica y política franco-turca-israelí.
- Can Bonomo, representante de Turquía en Eurovisión 2012.
- Seza Parker, artista contemporáneo turco.
- Metin Arditi, escritora que publicó Raquel y los suyos (2020).

## Galería

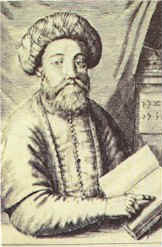
Shabtai Tzvi.
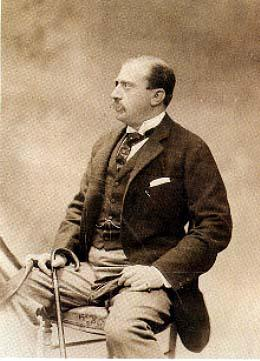
Moisés de Camondo, coleccionista.
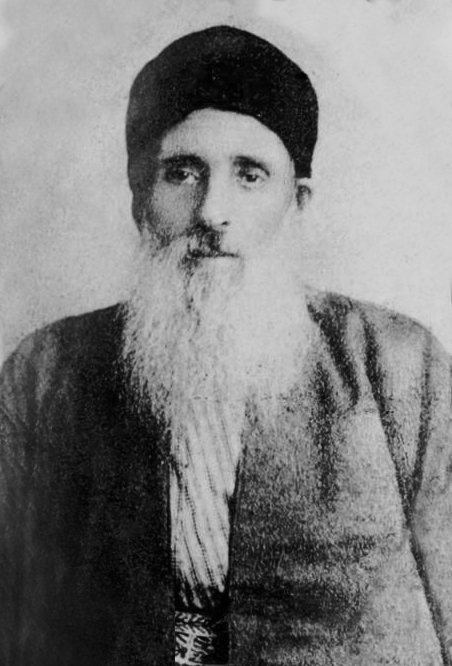
Makhlouf Eldaoudi,Jajam Bashi.
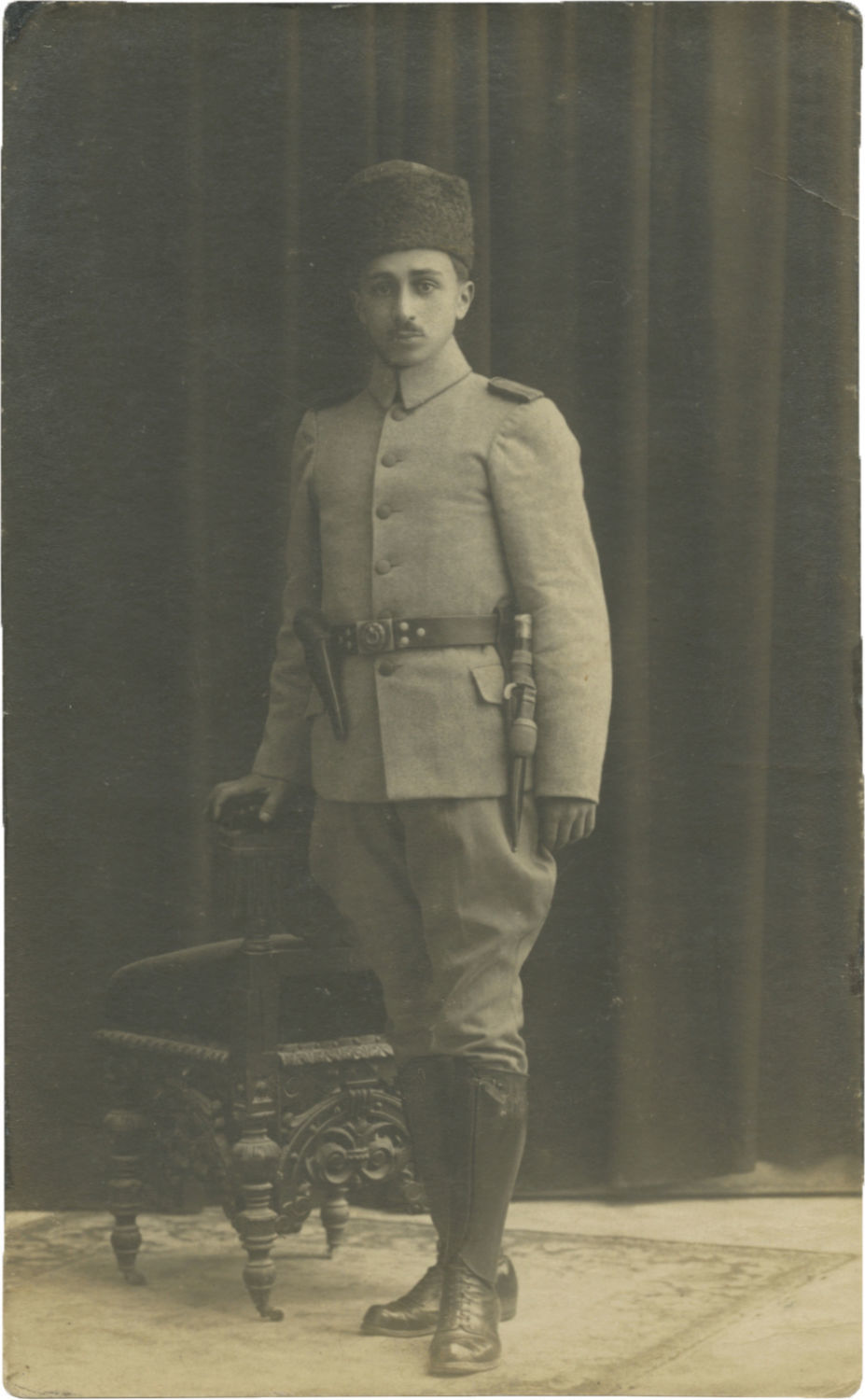
Khalil Raad, oficial del ejército turco, 1917
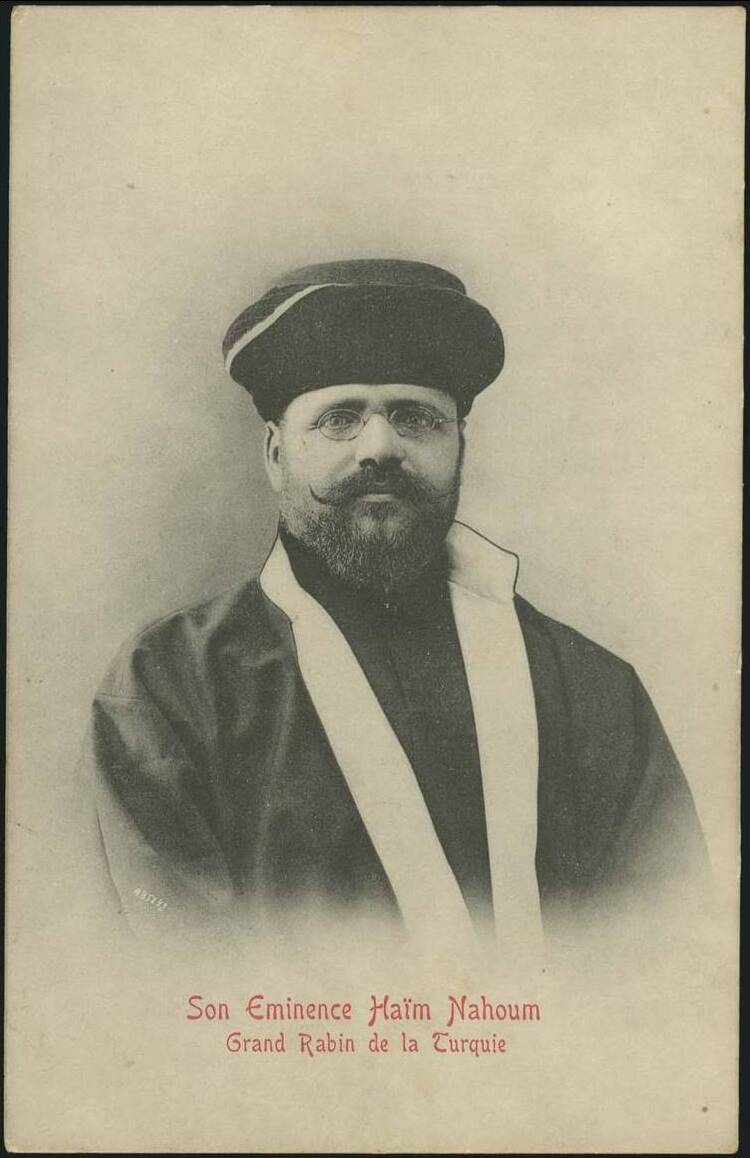
Chaim Nahum,Jajam Bashi, erudito y lingüista.
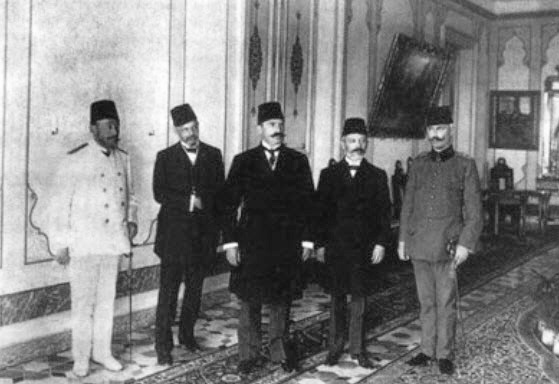
Emmanuel Carasso, jurista, ante Abdul Hamid II.
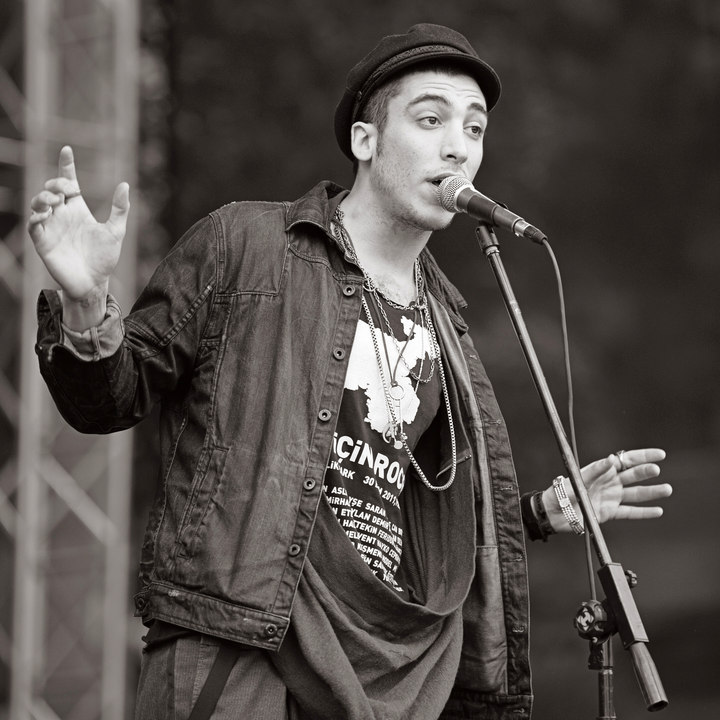
Can Bonomo, cantante.